# Código penal de Japón
El Código penal (刑法 Keihō) de Japón se aprobó en 1907 como «Ley n.º 45». Es uno de los seis códigos que forman la base del Derecho de Japón. El Ministerio de Justicia del Gobierno japonés oficialmente emplea el término Código penal (no código criminal).
Está compuesto de dos partes, una general y una especial; esta última consiste en un catálogo de delitos con los límites mínimos y máximos de las penas correspondientes, incluyendo el catálogo de castigos, con la pena capital en primer lugar.
En cuestión de la delincuencia sexual predomina un criterio casi victoriano; además no hay reglamento contra el incesto, y la homosexualidad es tratada con los mismos criterios que la heterosexualidad; la bigamia está prohibida. Entre las sanciones por delitos sexuales agresivos se omite la de castración.
En el catálogo de los delitos se halla el de los juegos aleatorios, así como el de la profanación, el abuso de autoridad por parte de los funcionarios; la asistencia al suicida es un delito, en cambio el aborto ha sido legalizado.